# Primera División Femenina de España 2011-12
La Primera División Femenina de España 2011-12 fue la 24.ª temporada de la Primera División Femenina de España y la primera que se disputó con el nombre de Primera División, tras denominarse Liga Nacional entre 1988 y 1996, División de Honor entre 1996 y 2001, y Superliga desde 2001 hasta la temporada 2010-11.
Comenzó a disputarse el 4 de septiembre de 2011 y terminó el 27 de mayo de 2012.
El F. C. Barcelona se proclamó campeón por primera vez en su historia.

## Sistema de competición
La Primera División Femenina 2011-12 fue organizada por la Real Federación Española de Fútbol, siendo un torneo no profesional.
Esta temporada se recuperó el formato de grupo único, integrado por 18 clubes de toda la geografía española. Siguiendo un sistema de liga, los equipos se enfrentaron todos contra todos en dos ocasiones -una en campo propio y otra en campo contrario- sumando un total de 34 jornadas. El orden de los encuentros se decidió por sorteo antes de empezar la competición.
La clasificación final se estableció con arreglo a los puntos obtenidos en cada enfrentamiento, a razón de tres por partido ganado, uno por empatado y ninguno en caso de derrota. Si al finalizar el campeonato dos equipos igualaban a puntos, los mecanismos establecidos por el reglamento para desempatar la clasificación fueron los siguientes:
1. El que tuviese una mayor diferencia entre goles a favor y en contra en los enfrentamientos entre ambos.
2. Si persiste el empate, la mayor la diferencia de goles a favor y en contra en todos los encuentros del campeonato.

Para un empate a puntos entre tres o más clubes, los sucesivos mecanismos de desempate previstos por el reglamento fueron los siguientes: 
1. La mejor puntuación de la que a cada uno corresponda a tenor de los resultados de los partidos jugados entre sí por los clubes implicados.
2. La mayor diferencia de goles a favor y en contra, considerando únicamente los partidos jugados entre sí por los clubes implicados.
3. La mayor diferencia de goles a favor y en contra teniendo en cuenta todos los encuentros del campeonato.
4. El mayor número de goles a favor teniendo en cuenta todos los encuentros del campeonato.

El equipo que más puntos sumó al final del campeonato se proclamó campeón de liga y obtuvo una plaza para la siguiente edición de la Liga de Campeones de la UEFA. Asimismo, junto con los clasificados hasta el cuarto puesto disputaron la Copa de la Reina al término de la liga. 
Los clasificados en las cuatro últimas posiciones descendieron a Segunda División Femenina y de esta únicamente ascendieron los dos equipos campeones de la promoción de ascenso, debido a la reducción de la Primera División a 16 equipos para la próxima temporada.

## Equipos participantes
| Club                             | Ciudad               | Estadio                           |
| -------------------------------- | -------------------- | --------------------------------- |
| Athletic Club                    | Bilbao               | Instalaciones de Lezama           |
| Club Atlético de Madrid Féminas  | Madrid               | Miniestadio Cerro del Espino      |
| Club Atlético Málaga             | Málaga               | José Gallardo                     |
| Futbol Club Barcelona            | Barcelona            | Ciutat Esportiva Joan Gamper      |
| Unión Deportiva Collerense       | Palma de Mallorca    | Can Caimari                       |
| S. P. Comarca Llanos de Olivenza | Olivenza             | Ciudad Deportiva de Olivenza      |
| F. V. P. R. El Olivo             | Vigo                 | Pahiño                            |
| Reial Club Deportiu Espanyol     | Barcelona            | Ciudad Deportiva del RCD Espanyol |
| Sociedad Deportiva Lagunak       | Barañáin             | Municipal de Lagunak              |
| Unió Esportiva L'Estartit        | Torroella de Montgrí | Municipal de L'Estartit           |
| Levante Unión Deportiva          | Valencia             | Polideportivo de Nazaret          |
| Prainsa Zaragoza                 | Zaragoza             | Centro Deportivo Delicias         |
| Rayo Vallecano de Madrid         | Madrid               | Ciudad Deportiva Rayo Vallecano   |
| Real Sociedad de Fútbol          | San Sebastián        | Instalaciones de Zubieta          |
| Reocín Racing                    | Reocín               | Pepín Cadelo                      |
| Club Esportiu Sant Gabriel       | San Adrián de Besós  | José Luis Ruiz Casado             |
| Sporting Club de Huelva          | Huelva               | Ciudad Deportiva del Conquero     |
| Valencia Féminas Club de Fútbol  | Valencia             | Municipal de Beniferri            |

## Clasificación
| Pos | Equipo                  | J       | G       | E       | P       | GF      | GC      | DG      | Pts     | J     | G     | E     | P     | GF    | GC    | Pts   | J         | G         | E         | P         | GF        | GC        | Pts       |
| --- | ----------------------- | ------- | ------- | ------- | ------- | ------- | ------- | ------- | ------- | ----- | ----- | ----- | ----- | ----- | ----- | ----- | --------- | --------- | --------- | --------- | --------- | --------- | --------- |
| 1   | F. C. Barcelona         | 34      | 31      | 1       | 2       | 119     | 19      | +100    | 94      | 17    | 17    | 0     | 0     | 69    | 8     | 51    | 17        | 14        | 1         | 2         | 50        | 11        | 43        |
| 2   | Athletic Club           | 34      | 29      | 4       | 1       | 118     | 25      | +93     | 91      | 17    | 16    | 1     | 0     | 67    | 12    | 49    | 17        | 13        | 3         | 1         | 51        | 13        | 42        |
| 3   | R. C. D. Espanyol       | 34      | 23      | 7       | 4       | 117     | 38      | +79     | 76      | 17    | 13    | 4     | 0     | 71    | 11    | 43    | 17        | 10        | 3         | 4         | 46        | 27        | 33        |
| 4   | Rayo Vallecano          | 34      | 22      | 4       | 8       | 90      | 44      | +46     | 70      | 17    | 13    | 1     | 3     | 55    | 18    | 40    | 17        | 9         | 3         | 5         | 35        | 26        | 30        |
| 5   | Levante U. D.           | 34      | 19      | 11      | 4       | 63      | 27      | +36     | 68      | 17    | 11    | 4     | 2     | 33    | 12    | 37    | 17        | 8         | 7         | 2         | 30        | 15        | 31        |
| 6   | Atlético Madrid Féminas | 34      | 20      | 5       | 9       | 83      | 41      | +42     | 65      | 17    | 12    | 3     | 2     | 49    | 9     | 39    | 17        | 8         | 2         | 7         | 34        | 32        | 26        |
| 7   | Real Sociedad           | 34      | 19      | 5       | 10      | 58      | 35      | +23     | 62      | 17    | 11    | 2     | 4     | 36    | 14    | 35    | 17        | 8         | 3         | 6         | 22        | 21        | 27        |
| 8   | Sporting de Huelva      | 34      | 17      | 5       | 12      | 51      | 48      | +3      | 56      | 17    | 10    | 3     | 4     | 30    | 22    | 33    | 17        | 7         | 2         | 8         | 21        | 26        | 23        |
| 9   | Prainsa Zaragoza        | 34      | 14      | 5       | 15      | 72      | 75      | -3      | 47      | 17    | 9     | 3     | 5     | 49    | 32    | 30    | 17        | 5         | 2         | 10        | 23        | 43        | 17        |
| 10  | C. E. Sant Gabriel      | 34      | 11      | 4       | 19      | 55      | 67      | -12     | 37      | 17    | 7     | 2     | 8     | 32    | 28    | 23    | 17        | 4         | 2         | 11        | 23        | 39        | 14        |
| 11  | SPC Llanos Olivenza     | 34      | 10      | 5       | 19      | 39      | 65      | -26     | 35      | 17    | 7     | 2     | 8     | 25    | 33    | 23    | 17        | 3         | 3         | 11        | 14        | 32        | 12        |
| 12  | U. D. Collerense        | 34      | 9       | 6       | 19      | 54      | 91      | -37     | 33      | 17    | 8     | 3     | 6     | 34    | 30    | 27    | 17        | 1         | 3         | 13        | 20        | 61        | 6         |
| 13  | Valencia CF             | 34      | 10      | 1       | 23      | 37      | 83      | -46     | 31      | 17    | 7     | 1     | 9     | 25    | 33    | 22    | 17        | 3         | 0         | 14        | 12        | 50        | 9         |
| 14  | S. D. Lagunak           | 34      | 9       | 4       | 21      | 32      | 70      | -38     | 31      | 17    | 7     | 1     | 9     | 19    | 27    | 22    | 17        | 2         | 3         | 12        | 13        | 43        | 9         |
| 15  | U. E. L'Estartit        | 34      | 8       | 5       | 21      | 35      | 74      | -39     | 29      | 17    | 6     | 3     | 8     | 16    | 27    | 21    | 17        | 2         | 2         | 13        | 19        | 47        | 8         |
| 16  | Atlético Málaga         | 34      | 6       | 5       | 23      | 35      | 91      | -56     | 23      | 17    | 4     | 3     | 10    | 23    | 40    | 15    | 17        | 2         | 2         | 13        | 12        | 51        | 8         |
| 17  | F. V. P. R. El Olivo    | 34      | 5       | 4       | 25      | 43      | 112     | -69     | 19      | 17    | 4     | 4     | 9     | 24    | 38    | 16    | 17        | 1         | 0         | 16        | 19        | 74        | 3         |
| 18  | Reocín Racing           | 34      | 2       | 3       | 29      | 30      | 126     | -96     | 9       | 17    | 2     | 2     | 13    | 21    | 59    | 8     | 17        | 0         | 1         | 16        | 9         | 67        | 1         |
|     |                         | General | General | General | General | General | General | General | General | Local | Local | Local | Local | Local | Local | Local | Visitante | Visitante | Visitante | Visitante | Visitante | Visitante | Visitante |

Pts = Puntos; PJ = Partidos Jugados; G = Partidos Ganados; E = Partidos Empatados; P = Partidos Perdidos; GF = Goles Anotados; GC = Goles Recibidos; Dif = Diferencia de gol
|  | Clasificado para la Liga de Campeones de la UEFA y la Copa de la Reina |
|  | Clasificado para la Copa de la Reina                                   |
|  | Descendido a Segunda División Femenina                                 |

| Campeón FC Barcelona 1.o título |

## Cuadro de resultados
|                         | Ath | Atl | Mal | Bar | Col | Oli  | Esp | Est | Lag | Lev | Lla | Ray | RSo | Reo  | StG | SpH | Tra | Val |
| Athletic Club           |     | 4-1 | 9-0 | 3-1 | 3-1 | 2-0  | 4-1 | 5-1 | 3-0 | 3-1 | 6-0 | 3-1 | 7-2 | 6-0  | 2-0 | 1-1 | 4-1 | 2-1 |
| Atlético Madrid Féminas | 0-0 |     | 2-0 | 0-1 | 8-0 | 7-1  | 4-1 | 4-1 | 3-1 | 1-1 | 1-0 | 4-0 | 0-1 | 4-0  | 2-1 | 3-0 | 1-1 | 5-0 |
| At. Málaga              | 0-7 | 1-2 |     | 0-3 | 2-2 | 5-2  | 0-5 | 4-1 | 3-0 | 0-3 | 0-1 | 1-3 | 1-1 | 1-1  | 3-2 | 1-4 | 1-2 | 0-1 |
| FC Barcelona            | 1-0 | 4-0 | 8-0 |     | 3-1 | 6-2  | 6-0 | 1-0 | 7-0 | 3-2 | 2-0 | 3-2 | 2-0 | 6-0  | 3-0 | 1-0 | 5-1 | 8-0 |
| UD Collerense           | 1-2 | 2-3 | 1-0 | 1-4 |     | 3-2  | 2-2 | 6-3 | 1-2 | 1-2 | 0-2 | 1-1 | 1-0 | 4-1  | 2-2 | 4-2 | 2-1 | 2-1 |
| FCPR El Olivo           | 1-6 | 1-2 | 1-3 | 1-4 | 2-1 |      | 0-4 | 1-1 | 3-2 | 1-1 | 2-2 | 2-4 | 2-2 | 2-0  | 0-1 | 0-2 | 1-2 | 4-1 |
| RCD Espanyol            | 0-0 | 2-2 | 3-1 | 3-3 | 9-0 | 10-0 |     | 5-0 | 7-0 | 0-0 | 2-0 | 4-0 | 2-1 | 10-1 | 4-1 | 3-1 | 4-0 | 3-1 |
| UE L'Estartit           | 1-2 | 0-5 | 2-0 | 0-3 | 0-1 | 2-1  | 1-3 |     | 0-0 | 0-4 | 1-0 | 2-1 | 0-1 | 2-0  | 1-1 | 0-3 | 1-1 | 3-1 |
| SD Lagunak              | 0-3 | 1-2 | 1-0 | 0-2 | 3-1 | 3-1  | 2-5 | 2-1 |     | 2-2 | 1-0 | 0-3 | 0-1 | 2-1  | 2-1 | 0-2 | 0-1 | 0-1 |
| Levante UD              | 1-1 | 1-0 | 2-1 | 0-2 | 5-0 | 3-1  | 0-1 | 2-2 | 1-0 |     | 1-1 | 1-1 | 2-0 | 4-0  | 3-0 | 2-0 | 2-1 | 3-1 |
| SPC Llanos Olivenza     | 2-8 | 0-3 | 3-1 | 0-4 | 3-2 | 3-1  | 1-1 | 3-1 | 4-0 | 0-0 |     | 1-3 | 0-2 | 2-0  | 1-3 | 0-2 | 1-2 | 1-0 |
| Rayo Vallecano          | 2-3 | 4-3 | 1-0 | 3-2 | 1-1 | 10-1 | 1-3 | 2-0 | 2-1 | 0-1 | 3-1 |     | 2-0 | 3-0  | 5-1 | 5-0 | 6-1 | 5-0 |
| Real Sociedad           | 1-3 | 2-1 | 5-0 | 0-4 | 2-1 | 4-0  | 2-1 | 0-1 | 1-0 | 1-1 | 2-1 | 0-1 |     | 3-0  | 3-0 | 0-0 | 5-0 | 5-0 |
| Reocín Racing           | 0-4 | 1-2 | 1-3 | 0-7 | 2-2 | 0-3  | 2-8 | 3-5 | 0-3 | 1-4 | 1-1 | 0-4 | 0-4 |      | 3-5 | 1-2 | 3-1 | 3-1 |
| CE Sant Gabriel         | 1-3 | 1-1 | 5-0 | 0-1 | 3-1 | 7-1  | 0-3 | 3-2 | 0-0 | 0-2 | 3-0 | 0-3 | 0-1 | 4-0  |     | 2-0 | 3-7 | 0-3 |
| Sporting Huelva         | 0-4 | 2-0 | 2-2 | 0-3 | 4-3 | 3-1  | 1-3 | 1-0 | 3-2 | 0-1 | 4-2 | 1-1 | 0-0 | 2-0  | 3-0 |     | 2-0 | 2-0 |
| CD Transportes Alcaine  | 1-2 | 2-6 | 4-0 | 0-4 | 7-1 | 3-1  | 1-1 | 4-0 | 2-2 | 2-2 | 3-1 | 2-3 | 1-3 | 8-4  | 2-1 | 3-1 |     | 4-0 |
| Valencia CF             | 1-3 | 4-1 | 1-1 | 0-2 | 4-2 | 3-1  | 0-4 | 1-0 | 3-0 | 0-3 | 0-2 | 1-4 | 1-3 | 4-1  | 0-4 | 0-1 | 2-1 |     |

## Estadísticas

### Máximas goleadoras[1]
| Pos. | Jugador           | Equipo                  | Goles |
| ---- | ----------------- | ----------------------- | ----- |
| 1.º  | Sonia Bermúdez    | F. C. Barcelona         | 38    |
| 2.º  | María Paz Vilas   | R. C. D. Espanyol       | 36    |
| 3.º  | Natalia Pablos    | Rayo Vallecano          | 27    |
| 4.º  | Erika Vázquez     | Athletic Club           | 25    |
| 4.º  | Adriana Martín    | Atlético Madrid Féminas | 25    |
| 4.º  | Patricia Mascaró  | U. D. Collerense        | 25    |
| 7.º  | Olga García       | F. C. Barcelona         | 23    |
| 7.º  | Ana M.ª Romero    | R. C. D. Espanyol       | 23    |
| 9.º  | Jade Boho         | Rayo Vallecano          | 19    |
| 10.º | Gurutze Fernández | Athletic Club           | 17    |

### Portera menos goleada[2]
| Pos. | Jugador       | Equipo                  | Goles enc. | Partidos | Coeficiente |
| ---- | ------------- | ----------------------- | ---------- | -------- | ----------- |
| 1.º  | Sandra Paños  | Levante U. D.           | 27         | 34       | 0.79        |
| 2.º  | Ainhoa Tirapu | Athletic Club           | 22         | 25       | 0.88        |
| 3.º  | Mariajo Pons  | R. C. D. Espanyol       | 33         | 28       | 1.18        |
| 4.º  | Noelia Gil    | Atlético Madrid Féminas | 32         | 25       | 1.28        |
| 5.º  | Lola Gallardo | Sporting de Huelva      | 43         | 32       | 1.34        |